# Frédéric Bargain
Pour les articles homonymes, voir Bargain (homonymie).
Ne doit pas être confondu avec Fred Bargain.
Frédéric Bargain, né le 24 avril 1973 à Pont-l'Abbé (Finistère), est un écrivain de romans policiers français, également doctorant en histoire.

## Biographie
Né à Pont-l'Abbé dans le Pays Bigouden le 24 avril 1973, Frédéric Bargain étudie l'histoire successivement à Quimper, Nantes et Brest. Il est agrégé en histoire et prépare son doctorat sur la thèse « Le marché régionaliste à l'aune d'Auguste Dupouy ».
Il enseigne dans le Morbihan et habite à Lorient.
Parallèlement à sa vie professionnelle, Frédéric Bargain écrit, seul ou avec Gwénaël Palierne (Sous le pseudonyme d'Edhson) des romans policiers se déroulant en Bretagne.
Il fait partie du collectif bigouden Les Plumes du paon.

## Publications

### Recherches historiques
- La société littorale du Pays bigouden (Milieu 1860-milieu 1960), 2016, 26 p.  (ISBN 979-10-91669-03-0)
- Les intellectuels bretons de la Révolution à Mai-68, Bulletin de la Société d’archéologie et d’histoire du Pays de Lorient, 2011.
- Entre le roi et la République : Les historiens bretons du premier Vingtième siècle, Bulletin de la Société d’archéologie du Finistère, 2010.
- Cambry : aux origines intellectuelles du régionalisme breton ?, dans Jacques Cambry (1749-1807). Un Breton des Lumières au service de la construction nationale, UBO-CRBC, 2008, p. 215-227.
- Un témoin engagé de la société littorale en Bretagne, dans Auguste Dupouy (1872-1967), UBO-CECJI, 2008, p. 215-238.

### Romans
Série noire Bretagne, en collaboration avec Gwénaël Palierne (sous le nom de Gwénaël Edhson)
- La Compagnie du crime, éditions du Ster, 2009, 278 p.  (ISBN 979-10-91669-00-9)
- La Belle de mai, éditions du Ster, 2010, 517 p.  (ISBN 979-10-91669-01-6)
- Petit déjeuner au cyanure, éditions du Ster, 2011, 194 p.  (ISBN 978-2-9533959-2-1)
- Le Serment des pierres, éditions des Montagnes Noires, 2013, 272 p.

Seul
- Les chemins d'Ys, éditions des Montagnes Noires, 2016, 176 p.
- L'étoile de Brocéliande, éditions des Montagnes Noires, 2018, 184 p.